# Бакеево (Московская область)
Бакеево (ранее Бокеево) — деревня в Московской области России. Входит в городской округ Солнечногорск, относится к территориальному управлению Андреевка в рамках администрации городского округа. Население — 64 чел. (2010).

## География
Находится в центральной части Московской области, на юге городского округа, в пяти километрах от станции Крюково в городе Зеленограде и в 39 километрах от города Солнечногорска, высота центра деревни над уровнем моря — 204 м. Река/ручей Ольшанка отделяет деревню Бакеево от деревни Общественник. В 1 километре от деревни проходит Пятницкое шоссе.

## История
Деревня Бакеево — одно из поселений Горетова стана. О нем упоминается в писцовых книгах XVI века. «В районе Горетова стана проходили горячие сражения с польско-литовскими интервентами 1608—1609 гг».
В войну 1812 года сражения произошли «между 4-м французским корпусом Евгения Богарне и кавалерийским отрядом под командованием полковника В. Д. Иловайского»
В этих писцовых книгах деревню называли ещё и Бокеево. «Отмечается, что она относится к Еремеевской волости, Звенигородскою уезда, Московской губернии. В летописях за 1852 год читаем „…сельцо 2-го стана, Звенигородского уезда, камер-юнкерши Горчаковой Ольги Иван. 14 дворов (мужчин — 72, женщин — 85), 60 верст от стол., 31 от уездного гор. к железной дороге“.»
На семь лет позже, в 1859 году деревню Бакеево называют «сельцо владельческое, 17 дворов (мужчин — 75, женщин — 81). В 1911 году это поселение упоминается в летописи, как „сельцо Еремеевской вол. Звенигородского уезда в 6 км от ст. Крюково, 52 двора, усадьба гр. Кутайсова, имение Рембиндер Е. П.“»
«В 1932 году деревня Бакеево входила в состав поселений Горетовского сельсовета. В ней находилось 70 крестьянских хозяйств коллективизированных, а в них — 362 едока и 18 единоличных хозяйств — 77 едоков.»"
«С 1966 года деревня Бакеево относилась к Андреевскому сельсовету. Здесь насчитывалось 81 хозяйство, в которых числилось 275 жителей (мужчин — 128, женщин — 147). В 1994 году деревня Бакеево Андреевского сельсовета. 29 хозяйств, 39 человек жителей.»
Во время Великой Отечественной войны деревня Бакеево была оккупирована немцами. До сих пор местные жители находят неразорвавшиеся мины, ракеты и другие боеприпасы.
С 1994 до 2005 года деревня входила в Андреевский сельский округ Солнечногорского района.
С 2005 до 2019 года деревня включалась в городское поселение Андреевка Солнечногорского муниципального района Московской области, с 2019 года стала относиться к территориальному управлению Андреевка в рамках администрации городского округа Солнечногорск.

## Население
| 1852 | 1859 | 1890 | 1899 | 1926 | 1932 | 1966 |
| ---- | ---- | ---- | ---- | ---- | ---- | ---- |
| 157  | ↗166 | ↗269 | ↘132 | ↗457 | ↘439 | ↘275 |
| 1994 | 1998 | 2002 | 2010 |      |      |      |
| ↘39  | ↘29  | ↘22  | ↗64  |      |      |      |